# Style.com
O Style.com foi mais conhecido como um site de propriedade da empresa internacional de mídia Condé Nast.. A partir de 2000, o Style.com era o site das revistas de moda Vogue e W. Continha versões online de parte dos conteúdos das revistas, bem como material exclusivo para a Internet, como fotos de eventos e artigos relacionados a estilo. O Style.com foi relançado em setembro/2026, como um site de comércio eletrônico de luxo. em junho/2017 foi fechado e absorvido pelo varejista online Farfetch.com.
Antes que o domínio fosse adquirido pela Condé Nast, no final da década de 1990, O Style.com era propriedade da Express, que publicava dicas de estilo e tinha um site de comércio eletrônico. Com a aquisição, os visitantes da Express foram pouco a pouco sendo transferidos para o novo domínio expressfashion.com. No outono de 2000, bem em tempo para os desfiles da primavera de 2001, O Style.com ressurgiu com sua nova identidade.
O novo site Style.com lançado pela Editora Condé Nast era o site oficial das revistas de moda Vogue e W. O endereço eletrônico apresentava alguns conteúdos das revistas e também conteúdo exclusivo para a internet, como fotos de eventos e artigos de estilo.
O conteúdo do Style.com migrou para um canal na Vogue Runaway em abril de 2025 e a Condé Nast anunciou que usaria a URL para um novo empreendimento de comércio eletrônico lançado em setembro de 2016.
Em 31 de agosto de 2015 o Style.com foi retirado do ar.
Em setembro de 2016, o Style.com foi relançado como um site de comércio eletrônico de luxo, abrangendo moda feminina, masculina, beleza e cuidados pessoais. O site combinava comércio eletrônico com conteúdo original e selecionado de títulos da Condé Nast, incluindo a Vogue britânica e a GQ britânica.
O site Style.com, sediado no Reino Unido, era presidido por Franck Zayan, e tinha Yasmin Sewell como diretora de moda e Melissa Dick como diretora editorial, Jane Gorley era a diretora criativa e Natalie Varma chefe de inovação. Jonathan Newhouse, Robert A Sauerberg Jr, Anna Wintour, Nicholas Coleridge, Charles H Townsend, Pascal Cagni e Franck Zayan fizeram parte do conselho de diretores.
O Style.com tentou virar um site de compras de moda, mas não deu certo. Em junho de 2017, só nove meses depois de começar a vender online, o site foi encerrado. Ele foi incorporado pela Farfetch, numa parceria que prometia uma experiência de compra de luxo mais fácil e direta — do conteúdo da Vogue até o clique pra comprar.
A ideia agora da Condé Nast é ganhar dinheiro de outra forma: os produtos mostrados no site e nas revistas poderão ser comprados diretamente pela Farfetch, e eles ganham uma comissão por isso. O projeto do Style.com acabou sendo um baita prejuízo, com um gasto estimado de 100 milhões de dólares